# Tytthaspis sedecimpunctata
Tytthaspis sedecimpunctata је инсект из реда тврдокрилаца (Coleoptera) и породице бубамара (Coccinellidae).

## Распрострањење и станиште
Настањује целу Eвропу (изузев Исланда). Честа је врста у Србији, иако није бележена у југозападном делу земље.

## Опис
Tytthaspis sedecimpuctata је веома мала бубамара. Покрилца су беж-жута. На покрилцима дуж шава се налазе четири тачке, док је пет бочних тачака спојено у цик-цак, те све формирају десет до осамнаест (најчешће дванаест) тачака. На пронотуму се налази шест тачака,од тога две бочно. Тело јој је дугачко 2,5–3,3 mm.

## Галерија
- имаго
- ларва